# Iryna Jattjanka
Irina Jattjenko (vitryska: Ірына Ятчанка, Iryna Jattjanka) född den 31 oktober 1965 i Homel, är en vitrysk friidrottare (diskuskastare).
Jattjankas första världsmästerskap var VM 1991 i Tokyo där hon slutade på sjunde plats. Vid VM 1997 i Aten slutade hon femma efter ett kast på 62,58. Hon deltog vid Olympiska sommarspelen 2000 i Sydney där hennes 65,20 räckte till en bronsmedalj. Trots framgången vid OS blev VM året efter en besvikelse då hon bara slutade på nionde plats.
Hennes största framgång kom vid VM 2003 i Paris då hon vann guld efter ett kast på 67,32 meter. Hon deltog även vid Olympiska sommarspelen 2004 där hennes 64,20 räckte till en ny bronsmedalj. Samma år noterade hon sitt personliga rekord på 69,14 vid tävlingar i Minsk.
Efter framgång vid OS har hon inte lyckats lika bra. Vid både EM 2006 och VM 2007 slutade hon tia och vid Olympiska sommarspelen 2008 blev det en elfte plats.